# Das Böse (Bruno Frank)

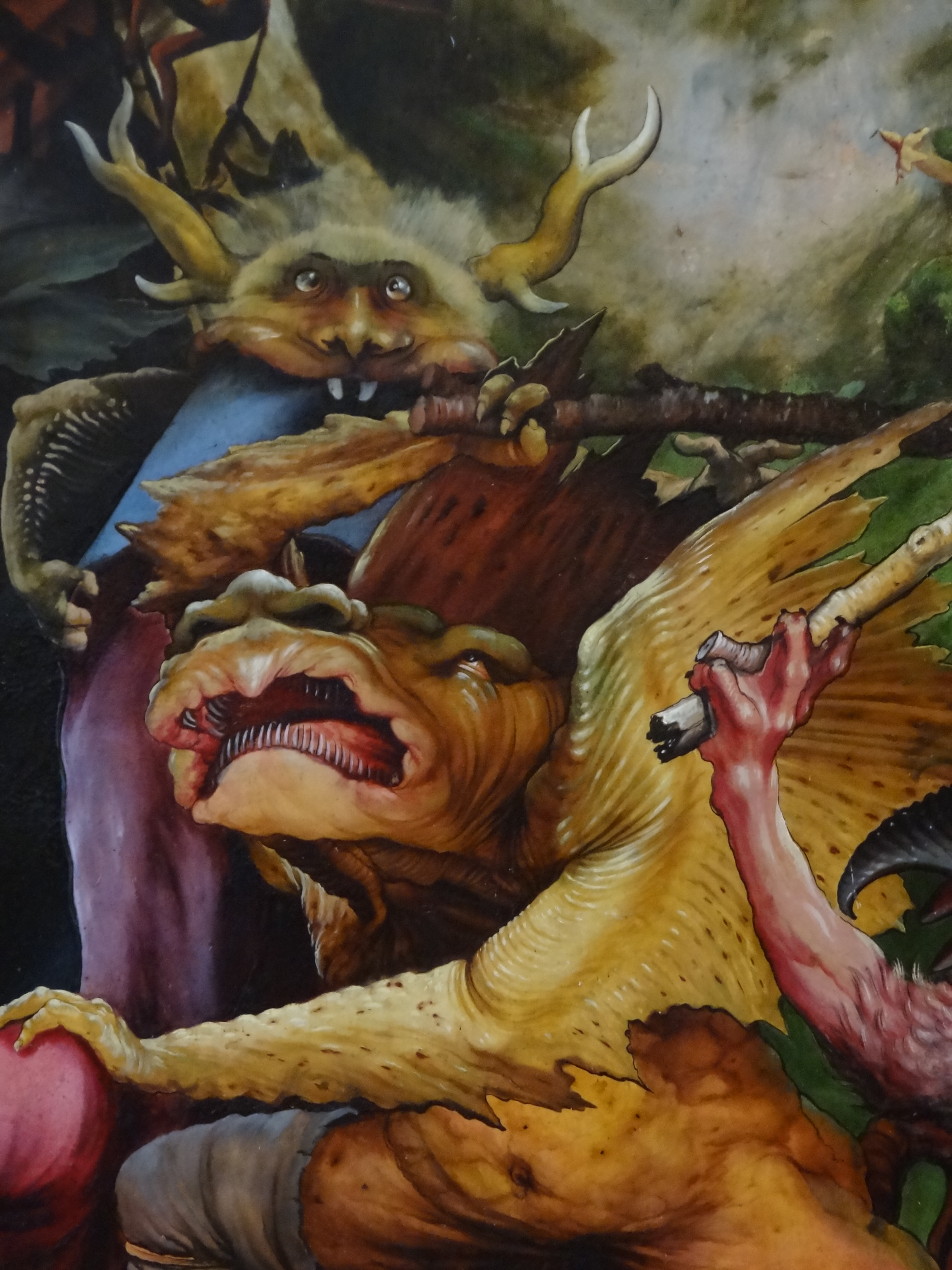
Isenheimer Altar, Die Versuchung des heiligen Antonius (Ausschnitt), 1512–1516.

Das Böse ist eine Novelle von Bruno Frank, die erstmals im Februar 1911 in der Zeitschrift Die neue Rundschau erschien. Die erste selbständige Veröffentlichung erfolgte im April 1911 in der Sammlung Flüchtlinge im Verlag Langen in München.
Die Novelle schildert einen Mann, der an seiner Hilflosigkeit vor dem personifizierten Bösen verzweifelt und sich das Leben nimmt.
Hinweis: Zahlen in runden Klammern, zum Beispiel (246), verweisen auf die entsprechende Seite in den Erzählungen von Bruno Frank aus dem Jahr 1926 (#Frank 1926).

## Inhalt
Nach einer Spazierfahrt in seinem Wagen schlendert der junge Herr Antonio in der Abenddämmerung fröhlich durch das Gewirr der kleinen Gassen von Florenz. In einer Seitengasse begegnet er einem heruntergekommenen Menschen, „irgendein Kerl ohne Hut und Kragen und schlurfend bei jedem Schritt“ (247). Dieser hält einen kleinen Hund beim Fell gepackt und schlägt ihn im Laufen fortwährend brutal gegen die Mauer. Das Schmerzgeheul des Tierchens ist nicht zu überhören, aber Antonio versucht sich einzureden, dass ihn die Sache nichts angeht. Im Weitergehen kann er jedoch den Gedanken an die gequälte Kreatur nicht mehr loswerden.
Am Ende der Gasse trifft er auf ein Apostelbildnis, das ihn seltsam berührt. In einer heftigen Gefühlsaufwallung läuft er den Weg zurück und sucht nach dem Peiniger des kleinen Hundes in der Absicht, ihn zu bestrafen. Er entdeckt ihn an einem offenen Ofen in einem Torweg, wie er dem Hund ein glühendes Eisen ins Auge stößt. Antonio ist heftig aufgewühlt, er schwankt „von Wesensstufe zu Wesensstufe: vom Rächer zum Richter, vom Richter zum Heiligen und wieder zum Rächer“ (250). Er springt hinzu und erlöst das Hündchen mit einem Gnadenschuss von seiner Qual. Den Revolver in der Hand, erfüllt ihn ein „maßloses Rachegelüst“: „Alle muß ich rächen“ denkt er in einer düsteren Anwandlung (252). Aber der Tod wäre keine Strafe, quälen sollte man den Verbrecher, so wie er den Hund quälte. Aber dann würde man selbst zum Verbrecher! Nach hartem innerem Kampf, „im Ansturm des Entsetzens, den Kopf in Glut, fliegende Raserei den ganzen Leib entlang, setzte Antonio sich selbst den Revolver an die Schläfe und drückte ab“ (254). 

## Entstehung
Im Frühjahr 1910 unternahm Bruno Frank mit seiner Freundin eine Reise nach Italien, um seine rheumatischen Beschwerden zu kurieren. Die Reise führte ihn auch nach Venedig und nach Florenz, in die Urheimat der Novelle, wo Giovanni Boccaccio mit seinem Decamerone die erste Novellensammlung der Literaturgeschichte verfasst hatte. In dieser anregenden Umgebung entstanden die Novellen, die Frank 1911 unter dem Titel Flüchtlinge herausbrachte.
In der Novelle Das Böse erinnert der beschwingte Spaziergang von Herrn Antonio durch die Gassen von Florenz an die lockere Leichtigkeit der italienischen Novelle – bis Antonio einem brutalen Tierquäler begegnet. Es ist nicht bekannt, ob die Tierquälerszenen auf tatsächlichen Beobachtungen beruhen, wahrscheinlich war Frank jedoch das Urerlebnis der misshandelten Lastpferde präsent, das ihn in seiner Jugend tief getroffen hatte (siehe Tierquälerei).
Vor diesem Hintergrund zeigt Frank den Zwiespalt eines Mannes, der nach der Begegnung „mit einem offenkundig bösartig-triebhaften Tierquäler“ zuerst schwankt sich einzumischen, dann, getrieben von seinem Gerechtigkeitssinn, von einem heftigen Verlangen nach Rache ergriffen wird, um schließlich seine Ohnmacht zu erkennen, diese Rachelust zu stillen, und daran zerbricht.

## Rezeption
Die Novelle Das Böse wurde 1911 in der Novellensammlung Flüchtlinge veröffentlicht. Der Titel verwies auf „das Zentralmotiv der Novellensammlung, die Fluchtversuche der Protagonisten – die Flucht in das Leben, die Flucht in den Tod, die Flucht in die Kunst“. Frank äußerte selbst über die Sammlung:
„Die »Pointe« erscheint mir überall als verwerflich, und wo sie mir »gelingt«, bin ich stets ein wenig betrübt über mich selber. Aber zur Wirkung trägt sie ja bei.“
Der Schriftsteller Jakob Schaffner wirft Frank vor, die „strenge Novellenform“ nicht zu beherrschen:
„Bruno Frank ahnt etwas von dem Ding, das man Novelle nennt [...]. Er strebt ihm nach, wie man einem ominösen Dämchen nachstrebt, etwas leichtfertig, etwas selbstgefällig, stockschlenkernd, talentvoll, aber wenig zu schwerer Arbeit geneigt. [...] »Das Böse« ist gut angelegt und rar in der Findung, trotzdem wirkt es zum Ende wie eine Farce; die Kraft war noch nicht reif genug, um diese subtile Fürchterlichkeit zu gestalten. Sie mußte einfach erzählt werden, Frank erzählt sie mit rollenden Augen. In der Novelle ist die Technik Lebensbedingung. Wenn Frank einmal mit sich blutigen Ernst machen wollte, könnten wir sehr starke Novellen von ihm zu lesen bekommen.“
Ein anderer zeitgenössischer Kritiker findet Franks Novellen ungeeignet, „einem gedanklich weit hergeholten Einfall [...] eine eigene glaubwürdige Perspektive aufzutun“, und bemängelt: „In diesen Novellen hat der Stil das Motiv noch nicht eingeholt.“
Während Frank in der Novelle Der Glücksfall den Leser um die Pointe betrog, endet Das Böse mit einer „gesuchten und geradezu erzwungenen Pointe“. Der Autor scheitert daran, die überraschende Wendung aus dem Wesen des Protagonisten schlüssig herzuleiten. Kurz nach dem Zweiten Weltkrieg urteilte ein Literaturhistoriker:
„Die Hilflosigkeit im Umgang mit dem Bösen – das war 1947 als sehr deutsche Problematik zu verstehen, Bruno Franks Novelle auch als eine Parabel um Misere und Versagen des vornehm distinguierten Bürgers wie des Intellektuellen in der Konfrontation mit dem personifizierten Bösen.“
In der Nachkriegsnovelle Der Goldene von 1921 gelang es Frank „erzählerisch weitaus überzeugender“, das Rachemotiv auszuführen. Während sich Herr Antonio selbst richtet, „weil er seine Rachlust angesichts der gequälten Kreatur nicht anders zu bändigen vermag“, gewinnt der Protagonist dieser Novelle nach dem aufgegebenen Versuch, seinen ehemaligen Peiniger zu ermorden „eine Perspektive, die ihn ins Leben zurückkehren läßt.“

## Einzelheiten

### Tierquälerei
In der Nähe des elterlichen Wohnhauses in seiner Heimatstadt Stuttgart beobachtete Bruno Frank in seiner Kindheit immer wieder, wie Fuhrknechte ihre Pferde misshandelten, um sie mit ihren schweren Lasten einen Berg hochzutreiben. Im Jahr 1930 veröffentlichte er sein erfolgreichstes Bühnenstück, die Komödie Sturm im Wasserglas. Darin erklärt eine der Hauptpersonen, ein Journalist, warum er seine Existenz aufs Spiel setzt, um ein Unrecht öffentlich anzuklagen:
„Genau vor unserem Haus begann eine große Steigung. Da fuhren jeden Tag die Lastfuhrwerke hinauf, mit schweren Steinlasten. Viele waren für die Pferde zu schwer. Aber die Pferde mußten hinauf. Sie legten sich ins Geschirr, daß die Riemen krachten. Oft ging es trotzdem nicht. Dann schlugen die Fuhrknechte zu. Auf die Pferderücken, in die Pferdegesichter. Mit dem Peitschenstiel auf die Nüstern, mit der Faust in die Augen, mit dem Stiefelabsatz in die Weichen. Es mußte eben gehen. Es ging auch immer. Das habe ich fünfzehn Jahre lang vom Fenster unserer Wohnung aus gesehen.“
„Damals hab ich mir’s geschworen ... dass ich nichts mehr dulden wollte, sobald ich erwachsen wäre.“
Die zugrundeliegenden Kindheitserlebnisse hatte Frank bereits fünf Jahre früher in einem Illustriertenartikel geschildert. Während die tierquälerischen Fuhrknechte noch glaubten, einen rationalen Grund für die Misshandlung der Pferde zu haben, malträtiert der Peiniger in Das Böse den kleinen Hund scheinbar ohne jeden Grund, nur aus der Lust heraus, ein Lebewesen zu quälen.
Die Tierquälerei ist jedoch nicht ein tragendes Motiv der Erzählung (und der Komödie), vielmehr dient sie Frank als Vehikel, moralische Fragen der Gerechtigkeit und der Zivilcourage im Angesicht des Unrechts beispielhaft zu beleuchten. Mit dem Heraufkommen der Nazis gewannen diese Fragen furchtbare Aktualität. In seinem Illustriertenartikel hatte Frank 1925 geschrieben: „Aber auf allen Wegen der Erde begegnen mir, in hundertfach verwandelter Gestalt, die Lastpferde aus der Silberburgstraße, gepeinigt von brüllenden Knechten.“ Damit hatte er, ohne es zu ahnen, das prophetische Bild einer bevorstehenden Endzeit heraufbeschworen.

### Der rote Hals
Nach der Begegnung mit dem Tierquäler setzt Herr Antonio innerlich beunruhigt seinen Weg fort, bis er in einer dunklen Mauernische das Standbild eines Apostels entdeckt, „von dem nur der nackte Hals durch die unten brennende rote Lampe geheimnisvoll und schrecklich beleuchtet war. Seine Augen irrten ab, sprangen von einer dunkeln Stelle des Gemäuers zu einer hellen und wieder zu dem roten Halse zurück.“ (248) Heftig ergriffen läuft er den Weg zurück, findet in einem Torweg vor einem Ofen den Peiniger, der dem Hündchen ein glühendes Eisen ins Auge stößt. Er erlöst das Tier durch einen Schuss mit seinem Revolver, und „all sein Leben war in den Augen gesammelt, die den Blick des Verbrechers festzuhalten suchten“ (251). Im Schein des Feuers ahnt Antonio „vielleicht mehr, als daß er es sah“, „welch roten, rauhhäutigen nackten Hals“ der Mann hinter dem Ofen besaß (252).

### Ausgaben
- Das Böse. In: Bruno Frank: Flüchtlinge. Novellen. München: Langen, 1911, Seite 57–68. – Veröffentlicht im April 1911.[15]
- Bruno Frank: Das Böse. Novelle. In: Die neue Rundschau Jahrgang 22, 1911, Band 1, Seite 237–241. – Veröffentlicht im Februar 1911.[16]
- Das Böse. In: Bruno Frank: Gesichter. Gesammelte Novellen. München: Musarion-Verlag, 1920, Seite 371–382.
- Das Böse. In: Bruno Frank: Erzählungen. Rowohlt, Berlin 1926, Seite 243–255.

### Sekundärliteratur
- Leonhard Adelt: Von Helden, Liebenden und Narren. In: Das literarische Echo. Halbmonatsschrift für Literaturfreunde. Band 14, 1911/1912, Spalte 468–473, hier: 472.
- Julius Bab: Bruno Frank. In: Die Weltbühne Band 14, 1. Halbjahr 1918, Seite 412–416, hier: 414.
- Rüdiger Bolz: Rundfunk und Literatur unter amerikanischer Kontrolle. Das Programmangebot von Radio München 1945–1949. Wiesbaden 1991, Seite 183–184.
- Klaus Mann: Was arbeiten Sie? Gespräch mit Bruno Frank. In: Die literarische Welt, 2. Jahrgang, Nummer 29, 16. Juli 1926, Seite 1.
- Jakob Schaffner: Neue Bücher. Flüchtlinge, Novellen von Bruno Frank. In: Die neue Rundschau Jahrgang 22, 1911, Band 2, Seite 1768.
- Sascha Kirchner: Der Bürger als Künstler. Bruno Frank (1887–1945). Leben und Werk. Düsseldorf 2009, Seite 47–48, 114–115, 388.